# Рыжешапочная сизоворонка
Рыжеша́почная сизоворо́нка (лат. Coracias naevius) — вид птиц из семейства сизоворонковых (Coraciidae). Обитает в саваннах. Выделяют два подвида.

## Описание
Птицы длиной 35—40 см, весом 110—180 грамм. Оперение коричневой окраски с белой полосой над глазами, белым пятном на затылке и чёрным хвостом.

## Распространение
Вид распространён в Африке, южнее Сахары. Обитает в сухих саваннах с деревьями или высокими кустарниками.

## Образ жизни
Держится в одиночку, парами или группами до 20 птиц. Часто сидит на верхушках деревьев и кустарников, откуда охотится на насекомых, ящериц, скорпионов, слизней, мелких птиц и грызунов.

## Размножение
Гнёзда обустраивает в дуплах деревьев, термитниках, заброшенных домах. В кладке 3—5 белых яиц. Насиживают оба партнёра по очереди. Инкубация длится 18 дней.

## Подвиды
По данным базы Международного союза орнитологов в составе вида Coracias naevius выделяют 2 подвида:
- C. n. naevius Daudin, 1800. Номинативный. Обитает в Сенегале, Гамбии, Сомали и Танзании;
- C. n. mosambicus Dresser, 1890. Обитает в Анголе, Конго, Намибии и ЮАР.